# Éducation au développement
 (décembre 2013).
Pour les articles homonymes, voir EAD.
L'éducation au développement (EAD) est un ensemble de techniques et de méthodes pédagogiques, qui vise à sensibiliser le public, jeune ou adulte, aux enjeux des relations sociales économiques et culturelles dites "Nord/Sud", et à le rendre acteur d'une démarche de solidarité internationale en vue de réduire les inégalités planétaires.[pas clair]
Est également utilisé le vocable d' éducation au développement et à la solidarité internationale (EADSI) lorsque l'on souhaite bien la distinguer d'autres formes d'éducation proches, tel que l'éducation à la citoyenneté.  
Dans sa mise en œuvre[Par qui ?][Quand ?][Où ?], on considère[Qui ?] qu'il s'agit autant d'un acte éducatif que d'un acte politique au plein sens du terme. Par certains aspects[Lesquels ?], il se rapproche de l’Éducation populaire.

## Définitions
Les dénominations de l'éducation au développement et ses définitions varient selon les pays et les acteurs considérés.
L'usage veut que l'on parle d'éducation au développement pour les pays francophones. D'autres appellations coexistent mais convergent en termes de concept.
C'est le cas par exemple de l'éducation à la citoyenneté et à la solidarité (ECS), terme préféré par le réseau d'associations de jeunes SENS et définit dans leur charte.
Sont plus souvent utilisés les termes d'éducation globale par les pays anglo-saxons, et d'éducation à la citoyenneté internationale ou mondiale pour les pays latins.

## Origines
Le concept d’éducation au développement serait apparu dans les années 1960 dans le milieu associatif de la solidarité internationale européen.
Ce n'est qu'à partir des années 1980 que le concept entre dans les textes officiels de l’Éducation nationale en France.
Le 5 juillet 2012, à la suite d'une campagne menée par les organisations européennes Concord et DEEEP, la majorité du Parlement européen a adopté la déclaration écrite sur l’éducation au développement et à la citoyenneté mondiale. Elle fait la promotion du renforcement des politiques sur l’éducation au développement tant au niveau national qu’au niveau européen.

## Textes de référence
Il n'existe pas de texte de référence international définissant strictement l'éducation au développement ni de cadre juridique spécifique.
En Europe, le Consensus européen pour le développement initié en 2006 par l'Union Européenne, et plus particulièrement la contribution de la société civile sur le rôle de la sensibilisation et de l’éducation au développement constitue une référence sans toutefois de valeur légale ou contraignante.
En France, l'éducation au développement est bien souvent encadrée par des textes et lois relatifs à d'autres types d'éducation connexes, tels que l'éducation au développement durable.
- L’État via le Ministère de l’Éducation nationale a publié une circulaire qui propose des modalités d'organisation d'une "démarche globale d'éducation au développement durable (E3D)" en milieu scolaire offrant un cadre incluant l'EAD[3]
- Une autre circulaire donne des instructions pédagogiques relatives à l'EAD[4]
- La charte de la plate-forme Educasol détaille une définition partagée par l'ensemble de ses membres.

## Acteurs de l'éducation au développement
Les acteurs de l'éducation au développement sont nombreux et la plupart d'entre eux sont organisés sous forme associative.
Les associations : 
- En France : l'Agence Française de Développement cofinance, par l'intermédiaire du Fonds de Coopération de la Jeunesse et l'Education Populaire, des postes dans des associations menant des actions d'EAD. Par ailleurs, la plate-forme Educasol (Éducation au développement et à la solidarité internationale) regroupe la majorité des associations françaises menant des actions d'EAD[5]
- En Belgique : l'ACODEV regroupe les ASBL de coopération au développement, dont certaines mènent des actions d'éducation au développement[6]

Les institutions : 
- L'Union européenne participe au financement de l'éducation au développement à travers son dispositif EuropeAid à hauteur de 30 millions d’euros annuels, soit 0,38% de l'Aide Publique au Développement (APD) européenne[7].
- Le Conseil de l'Europe

#### Ressources
- Les ressources documentaires du réseau RITIMO